# Universidad Literaria de San Fernando
La Universidad Literaria de San Fernando fue un centro educativo español creado en 1792 y suprimido definitivamente en 1845, siendo su heredero el IES Canarias Cabrera Pinto.

## La Universidad Literaria de San Fernando
En 11 de marzo de 1792 un real decreto de Carlos IV ordenó la creación, en la entonces capital de la isla de Tenerife, de una universidad literaria, destinando para ello diversas cantidades anuales, procedentes de la mitra episcopal, de los propios de Tenerife, de La Palma y de Gran Canaria, así como el producto de todos los bienes y rentas del antiguo colegio de jesuitas de Las Palmas.
Sin embargo, la poca diligencia del obispo Tavira para establecer el plan de estudios (Rumeu de Armas, 1992) y las disputas entre las diferentes autoridades de La Laguna y de Las Palmas impidieron su efectivo establecimiento. Fernando VII trató de zanjar las rivalidades interinsulares, y recordando sintéticamente los avatares desde la inicial bula de Clemente XI en 1701 y de la fundación de su padre en 1792, dictó en 1816 un nuevo real decreto por el que resolvió «establecer en la Ciudad de San Cristóbal de La Laguna una Universidad con los mismos privilegios, exenciones y prerrogativas que gozan las demás de estos Reinos, y que dicha Universidad se denomine y llame Universidad de San Fernando».
En el real decreto se insistía en dotar a la universidad con las mismas rentas señaladas en 1792 y destinando para sus dependencias la que había sido casa colegio de la Compañía de Jesús de La Laguna, que cuando la institución académica abrió sus puertas el 12 de enero de 1817 dejó de albergar la escuela de primeras letras para convertirse en la sede de la Universidad Literaria de San Fernando.
Actualmente, por iniciativa de la Asociación de Antiguos Alumnos y Amigos de la Universidad de La Laguna y del ayuntamiento de La Laguna, se celebra todos los 11 de marzo un acto conmemorativo de la fundación de la universidad, a la que también asiste el rector.
El 14 de octubre de 1824, la real orden estableciendo el Plan literario de estudios y arreglo general de las Universidad del Reino (conocido como Plan Calomarde) establecía en su artículo 2º cuáles eran las universidades que iban a permanecer con la inaugurada restauración absolutista: Subsistirán en la Península las Universidades siguientes: Salamanca, Valladolid, Alcalá, Valencia, Cervera, Santiago, Zaragoza, Huesca, Sevilla, Granada y Oviedo. En las islas adyacentes queda la de Mallorca, y se establecerá otra en Canarias. Esto indicaba que el ministro de Gracia y Justicia, de quien entonces dependía la instrucción pública, desconocía que en San Cristóbal de La Laguna existía una universidad, como puntualizó algún tiempo después Antonio Gil de Zárate, director general de Instrucción Pública que en 1845 convirtió a la universidad en instituto: "Olvidó el autor del plan que ya existían en aquella época estas dos universidades; la de Mallorca bastante antigua, y la de Canarias de creación reciente, como se verá luego en la reseña histórica" (Gil de Zárate, 1855, II, 167).
El centro fue suprimido y cerrado en 1829, restableciéndose nuevamente en 1834, hasta que en 1845 se suprimió definitivamente con la publicación del Plan General de Estudios, conocido como Plan Pidal que en su artículo 67 reducía a 10 las universidades españolas al tiempo que disponía que "las de Canarias, Huesca y Toledo se convertirán en institutos de segunda enseñanza". De ese modo el Instituto de Canarias heredó las rentas y las instalaciones para pasar a ser un centro de enseñanzas medias que dependía de la Universidad de Sevilla.
El IES Canarias Cabrera Pinto es por tanto el heredero legal de la antigua Universidad Literaria de San Fernando de La Laguna, y no la actual Universidad de La Laguna, centro mucho más reciente que el Instituto.

Hoy tiene la ciudad de La Laguna, como resto de su antiguo esplendor, [….] el instituto de Segunda Enseñanza de estas mismas islas. Ocupa el local de un antiguo convento y en donde estuvo algún tiempo la Universidad Canaria. Es un rincón de singular sosiego, un remanso de quietud que solicita al estudio. El patio es un encanto [….]
 Miguel de Unamuno, Por tierras de Portugal y de España